# قسم خورموج الريفي (مقاطعة دشتي)
قسم خورموج الريفي (بالفارسية: دهستان خورموج) هي قسم تقع في إيران في قسم. يقدر عدد سكانها بـ 4,181 نسمة .